# Adventures in Modern Recording
Adventures in Modern Recording is de tweede en laatste studioalbum van de Britse groep Buggles. Het album verscheen op 11 november 1981 op het label Carrere.
Het album bevat voornamelijk synthpop en was in het Verenigd Koninkrijk minder succesvol dan het vorige album. De belangrijkste bandleden Trevor Horn en Geoff Downes waren ook al bezig met het opstarten van een ander muziekproject in hun carrière, vooral Downes. Een aantal nummers op het album verschenen ook op single, hiervan was "Lenny" enige nummer met een notering in de Nederlandse Top 40.

## Nummers

### Originele versie
1. "Adventures in Modern Recording" (3:44)
2. "Beatnik" (3:38)
3. "Vermillion Sands" (6:48)
4. "I Am a Camera" (4:54)
5. "On TV" (2:49)
6. "Inner City" (3:21)
7. "Lenny" (3:14)
8. "Rainbow Warrior" (5:20)
9. "Adventures in Modern Recording (reprise)" (0:48)

### 2010 versie
De originele versie, inclusief de bonustracks:
1. "Fade Away" (2:37)
2. "Blue Nylon" (2:25)
3. "I Am a Camera (12" mix)" (4:15)
4. "We Can Fly from Here - Part 1" (5:09)
5. "Dion" (5:03)
6. "Videotheque" (3:34)
7. "On TV" (3:52)
8. "Walking on Glass (Original version of Lenny)" (3:14)
9. "Riding a Tide" (4:50)
10. "We Can Fly from Here - Part II" (4:02)